# Sistema de información de investigación actual
Un Sistema de información actualizada sobre investigación (CRIS, por sus siglas en inglés) es una base de datos o un sistema de información para almacenar y gestionar datos sobre la investigación llevada a cabo en una institución.Los sistemas CRIS también son conocidos como Gestión de la información de la investigación (RIM, por sus siglas en inglés)

## Características
Hay una conciencia creciente de la necesidad de sistemas de gestión de la investigación (información) de calidad:
- Para los investigadores: fácil acceso a la información pertinente y software asociado, potencia de procesamiento, sistemas de almacenamiento y (dónde sea necesario) detectores para recoger datos para superar la información incompleta o inconsistente
- Para los directivos y administradores de investigación: fácil medición y análisis de las actividades investigación y acceso fácil a información comparativa para toma de decisiones y recomendaciones.
- Para los consejos de investigación: optimización del proceso de financiación.
- Para los empresarios y las organizaciones de innovación y transferencia de tecnología: la fácil recuperación de nuevas ideas y tecnologías en un entorno de conocimiento asistido. Fácil identificación de los competidores, e identificación de investigaciones similares realizadas previamente.
- Para los medios de comunicación y el público: fácil acceso a la información, asimilación fácil de los resultados de investigación en contextos apropiados.

Un estándar para el sistema de información de la investigación actual es el CERIF (Common European Research Information Format) estándar, propuesto por la Unión Europea y desarrollado y mantenido por euroCRIS.
Existen soluciones que ya tienen implementado el modelo de datos  en in sistema de información CRIS, que incluyen el manejo de contratos, proyectos, publicaciones, planes de estudio y las patentes que están disponibles en el mercado.
Un CRIS forma parte de la infraestructura digital necesaria para el fortalecimiento de la investigación. Esta herramienta se constituye como indispensable para identificar y reconocer las agendas de investigación e innovación que se desarrollan en las instituciones.
Este tipo de sistemas resulta de gran utilidad para interrelacionar la producción científica y tecnológica con sus productores. De esa manera permite identificar perfiles personales, grupales e institucionales y su relación con publicaciones, proyectos, conjuntos de datos, fuentes de financiamiento, producción tecnológica, entre otros.
Los CRIS empezaron a surgir en Europa en 1990 y es recién en el año 2002 que se crea el euroCRIS (European Organisation for International Research Information) como organización y plataforma internacional para reunir información de los países miembros de la Unión Europea.